# Cadran solaire
 (juillet 2025).
Un cadran solaire est un instrument de mesure qui indique le temps solaire par le déplacement de l'ombre d'un style sur une surface, la table du cadran, sur laquelle est tracé un ensemble de graduations (lignes horaires principalement). La table est généralement plane mais peut aussi être concave, convexe, sphérique, cylindrique, etc.
Le style indique généralement l'heure par la longueur ou la direction de son ombre. Sur les cadrans courants, l'élément porte-ombre est généralement un axe (ou l'arête d'un plan) incliné parallèlement à l'axe de rotation de la Terre ou axe du monde. Il prend alors le nom de « style polaire ». Cette inclinaison, dont l'angle est égal à la latitude du lieu, permet de lire l'heure pendant toute l'année directement sur un même ensemble de graduations : l'éventail des lignes horaires. Les cadrans solaires ont plusieurs formes : ronde, rectangle, carrée, etc.

## Un instrument de mesure du temps
Le cadran solaire est considéré, du fait de sa simplicité, comme l'un des tout premiers objets utilisés par l'homme pour mesurer l'écoulement du temps. Les plus anciens indicateurs solaires connus ont été trouvés en Égypte, mais ils n'indiquaient que des instants indéfinis et non des heures au sens où nous les entendons aujourd'hui (heures résultant de mesures astronomiques). Les premiers véritables cadrans solaires sont probablement le polos et le scaphé, basés sur la sphère, supposés être introduits par Bérose en Grèce antique au IVe siècle av. J.-C. ; d'autres modèles en découlèrent (hémisphérique, conique, plan…), inventoriés dans les cadrans antiques.
Ces modèles indiquaient des « heures inégales » (heures également appelées « heures temporaires » variant selon le lieu et la saison) qui divisaient le jour, du lever au coucher du soleil, en 12 heures, été comme hiver : les heures d'été étaient longues, les heures d'hiver courtes. Vers le VIIe siècle, les cadrans canoniaux apparurent en Europe à la suite des travaux de Bède le Vénérable. Ils assurèrent une transition vers les cadrans solaires à style incliné tels que nous les connaissons aujourd'hui, et dont le principe, provenant de la civilisation arabe, apparut vers les XIIIe et XIVe siècles. L'inclinaison du style a permis de tracer un diagramme de lignes horaires indiquant des heures égales, c'est-à-dire telles que nous les utilisons : un jour, d'un midi au suivant, est divisé en 24 h, quelle que soit l'époque de l'année.
L'apparition et la diffusion de l'horloge, à partir de la fin du XIVe siècle, entraîna le développement de ce type de cadran solaire, puisque ses indications pouvaient être directement comparées avec celles des horloges : le cadran solaire disait l'heure, à charge pour l'horloge de la conserver. Les cadrans firent alors l'objet d'une science, la gnomonique, branche de l'astronomie, qui connut son apogée au XVIIIe siècle et d'un art, exercé par les cadraniers.
Ce type d'instrument de mesure a connu aussi de nombreuses éditions de poche, permettant la gestion de temps également en voyage. Les plus anciens d'entre eux, d'usage courant dans nos contrées, pliables, en métal ou en bois, remontent au XIVe siècle, mais il est avéré qu'ils existaient dès l'Antiquité pour indiquer les heures temporaires (voir infra).

## Principe et usage

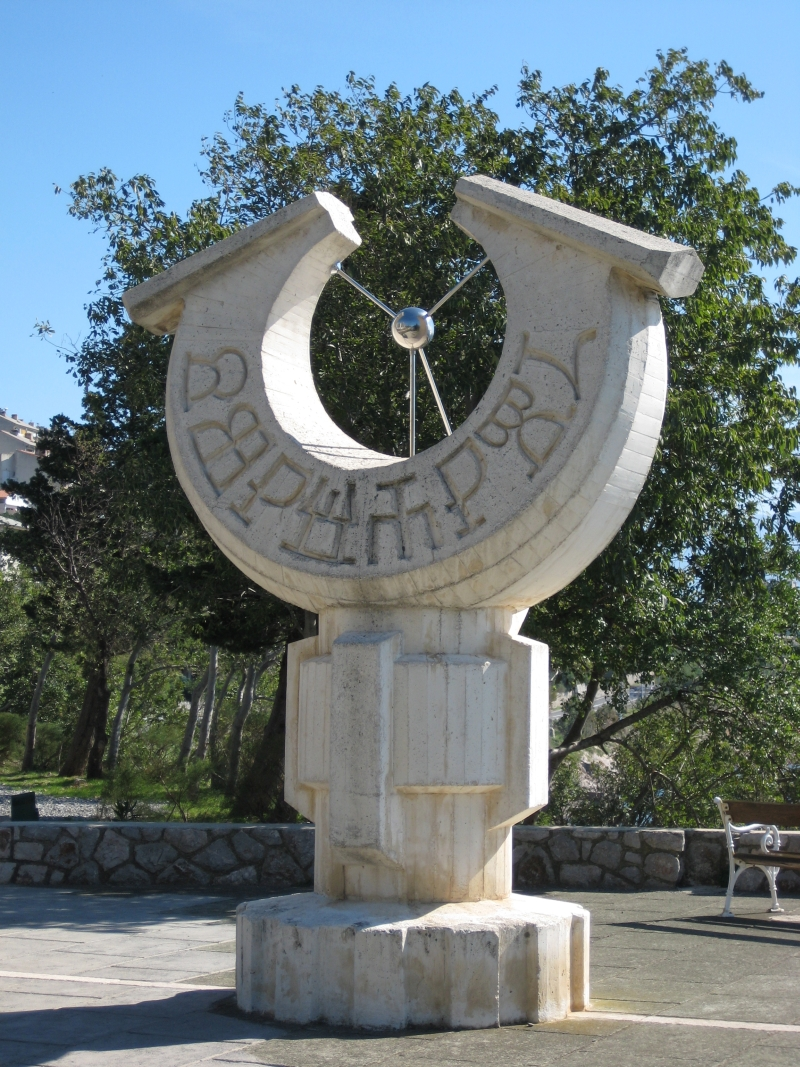
Le cadran solaire dans la ville de Senj en Croatie qui se trouve sur le 45e parallèle montre que Senj se trouve exactement au milieu entre l'équateur et le pôle Nord.

Le principe du gnomon s’applique très simplement au cadran solaire : l’ombre du style se projette sur des divisions créées artificiellement sur la surface plane, indiquant l’écoulement des heures. L’ombre suit la course du soleil dans le ciel et passe progressivement sur chaque division. C'est la raison pour laquelle la science des cadrans solaires est appelée la gnomonique.
Le déplacement de l'ombre au cours de la journée est lié au déplacement apparent du Soleil dans le ciel, lequel reflète la rotation de la Terre sur elle-même. Il est mesurable par les coordonnées solaires apparentes : angle horaire, hauteur ou azimut. On aura donc des cadrans d'angle horaire, de loin les plus répandus, des cadrans de hauteur (cadran de berger par exemple), et des cadrans d'azimut (« araignées »). L'heure indiquée par un cadran solaire est l'heure solaire, ou heure vraie, du lieu où il se trouve implanté : autrefois, cela convenait à tout le monde, dans la mesure où les déplacements étaient lents et où il n'y avait aucun moyen de diffuser l'heure.

### Heure solaire et heure légale
Cette heure diffère de l'heure légale de tous les jours pour plusieurs raisons :
- le jour solaire n'est pas rigoureusement constant suivant les saisons : cette variation est traduite par l'équation du temps ;
- l'heure légale est la même sur tout un pays, sauf les plus vastes qui le divisent en quelques fuseaux tandis que l'heure solaire varie en continu avec la longitude ;
- l'heure légale peut être arbitrairement décalée de plusieurs heures : la France est décalée d'un fuseau horaire à l'heure d'hiver, de deux à heure d'été.

Pour passer de l'heure solaire à l'heure légale, il faut donc appliquer à l'heure indiquée par le cadran solaire trois corrections successives. La première est la correction correspondant à l'équation du temps, qui exprime l'écart entre le temps moyen et le temps vrai du Soleil ; en additionnant cette valeur au temps vrai, on obtient le temps moyen. La deuxième est la correction de longitude égale en minutes de temps à quatre fois la longitude exprimée en degrés ; en effet, la Terre fait un tour sur elle-même, soit 360° degrés, en 24 h, ou encore 15° en 1 heure, soit 1° en 4 min. Cette correction donne le temps universel ; elle est comptée négative pour les longitudes est et positive pour l'ouest : les cadrans situés à l'est sont en avance sur l'heure de Greenwich. Enfin, il faut ajouter la différence horaire liée à la pratique du changement d'heure de la zone horaire où se situe le cadran : par exemple, pour la France, la Belgique ou la Suisse, ajouter + 1 heure en hiver, et + 2 heures en été, puisque ces pays ont une heure d'hiver et une heure d'été :

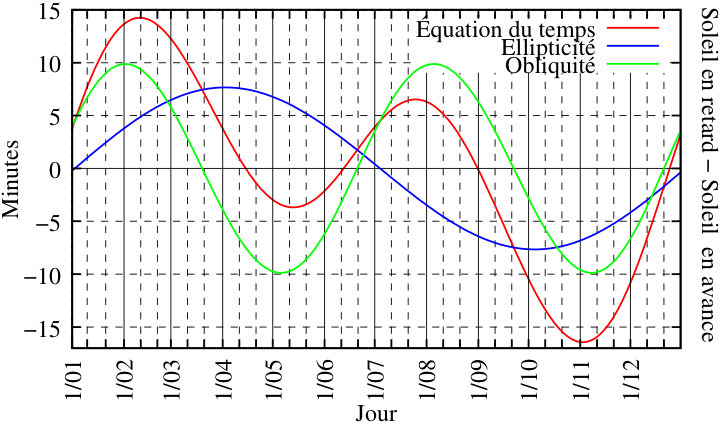
Équation du temps.

Concernant la correction de l'équation du temps, il est important de tenir compte de l'origine des données. Ainsi, la formule ci-dessus est valable en utilisant des données francophones que l'on ajoute directement au temps solaire.
Par exemple, le 10 mars 2010, un cadran solaire situé à Bruxelles (de longitude 4° 21′ 09″ E) indique 15 h 40 ; l'heure légale sera obtenue par le calcul suivant : 15 h 40 + 10 min 18 s (valeur de l'équation du temps pour le 10 mars) - (4 × 4° 21′) soit - 17 min 24 s + 1 h (Bruxelles en Belgique applique une correction d'une heure en hiver), soit 16 h 33 min 6 s. Au même moment, à Brest (longitude 4° 29' Ouest), un cadran solaire indiquera 15 h 4.
Le temps solaire peut se déduire du temps légal à partir de l'équation (A) :
- heure solaire de Brest = Heure légale (la même à Bruxelles et à Brest, 16 h 33) - correction liée à l'équation du temps (10 min) - décalage temporel lié à la longitude (18 min) - correction d'heure d'été/d'hiver (1) ;
- 15 h 04 = 16 h 33 - 10 - 18 - 1 - 0 (aux secondes près) ;
- vérification : les deux cadrans solaires sont décalés de 8° 51' en longitude, soit de 35 min 20 s, et ils sont situés dans le même fuseau horaire. On doit donc retrouver l'heure solaire de Brest en la calculant à partir de l'heure solaire de Bruxelles ;
- heure solaire de Brest = heure solaire de Bruxelles + (longitude de Brest - longitude de Bruxelles) x 4.

### Indications supplémentaires

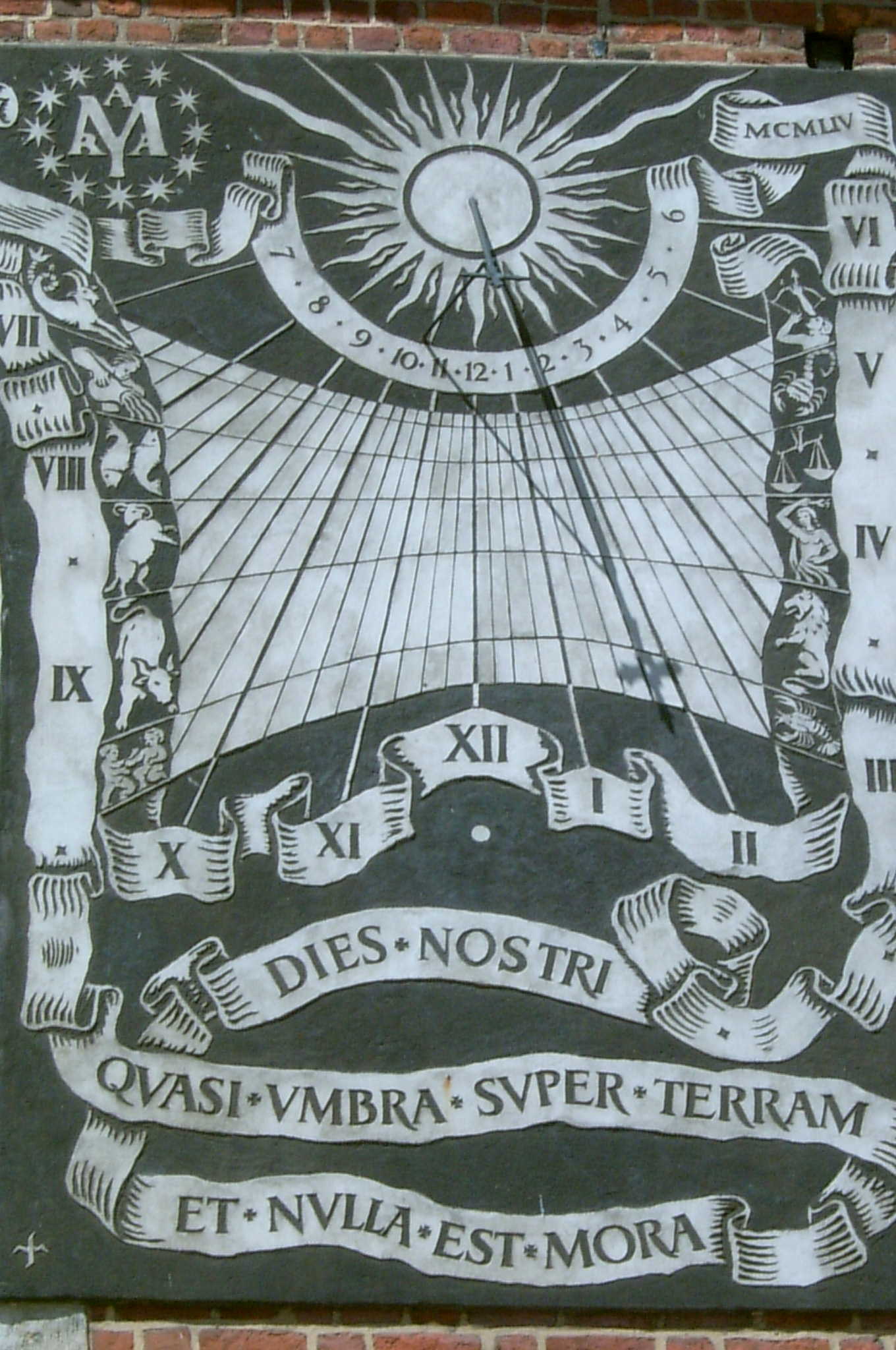
Cadran solaire à Cracovie avec tracé d'arcs diurnes.
À côté du bandeau marquant, en noir sur fond blanc, les heures matinales (VII à IX, à gauche) et vespérales (III à VI, à droite), figurent au revers du bandeau marquant les heures proches de midi (X à XII et I à II) et dessinés en blanc sur fond noir, les signes du zodiaque (six à gauche et six à droite), dont les limites correspondent au tracé de sept arcs diurnes (qui sont des arcs d'hyperbole). L'heure indiquée est de l'après-midi, le 16 juillet, 25 jours après le solstice d'été.

Ces corrections entre l'heure solaire et l'heure légale peuvent être directement incluses, sur des cadrans un peu élaborés, par exemple avec un style dont la forme compense l'équation du temps ou avec des lignes horaires qui incluent les corrections : elles prennent alors une forme ondulée reflétant la fameuse courbe en huit et, en plus, elles peuvent être décalées si la longitude est prise en compte.
Un cadran solaire peut encore comporter d'autres indications :
- la date approximative, c'est-à-dire la saison, avec les  « arcs diurnes ». Un arc diurne, également appelé « ligne de déclinaison », matérialise le parcours de l'ombre de l'extrémité du gnomon au cours d'une même journée. Le plus souvent, on se contente de tracer l'arc diurne de quelques dates « astronomiquement » remarquables telles que les solstices et les équinoxes, éventuellement augmentées (voir par exemple l'illustration du cadran solaire de Cracovie présentée dans cet article) des arcs correspondant à huit autres dates marquant l'entrée du Soleil dans un signe du zodiaque. Ces douze dates correspondent à des valeurs de la longitude écliptique du Soleil multiples de 30° ; les valeurs de la déclinaison du Soleil à ces instants sont alors égales à 0°, ± 11° 28', ± 20° 09' et ± 23° 26' ; en pratique, il y a alors sept arcs diurnes représentés sur le cadran ;
- les heures écoulées depuis le lever du Soleil (heures « babyloniques ») ;
- celles restant à courir jusqu'au coucher (heures « italiques ») ;
- les heures sidérales, etc.

L'organisation d'un cadran solaire, dont les formes concrètes sont innombrables, a permis, surtout à la fin du XXe siècle, de développer tout un art du cadran, par la décoration parfois très sophistiquée de sa surface et par le travail souvent fin de l'axe. Certains cadrans sont de véritables œuvres d'art, sculptures ou peintures parfois monumentales, parfois sans aucune surface plane, en particulier les sphères armillaires.
Bien sûr, un cadran solaire ne fonctionne pas quand le Soleil n'est pas visible et quand le temps est couvert. En revanche, l'ombre portée par la lumière de la Lune la nuit permet de retrouver l'heure vraie moyennant une correction fonction de l'âge de la Lune.
Très tôt, presque toutes les civilisations ont développé des instruments qui pouvaient alors prendre le relais du cadran solaire, en particulier la clepsydre.

## Histoire
Le plus ancien cadran solaire reconnaissable connu date de 1300 ans avant l'ère actuelle.

## Le plus grand cadran solaire du monde?

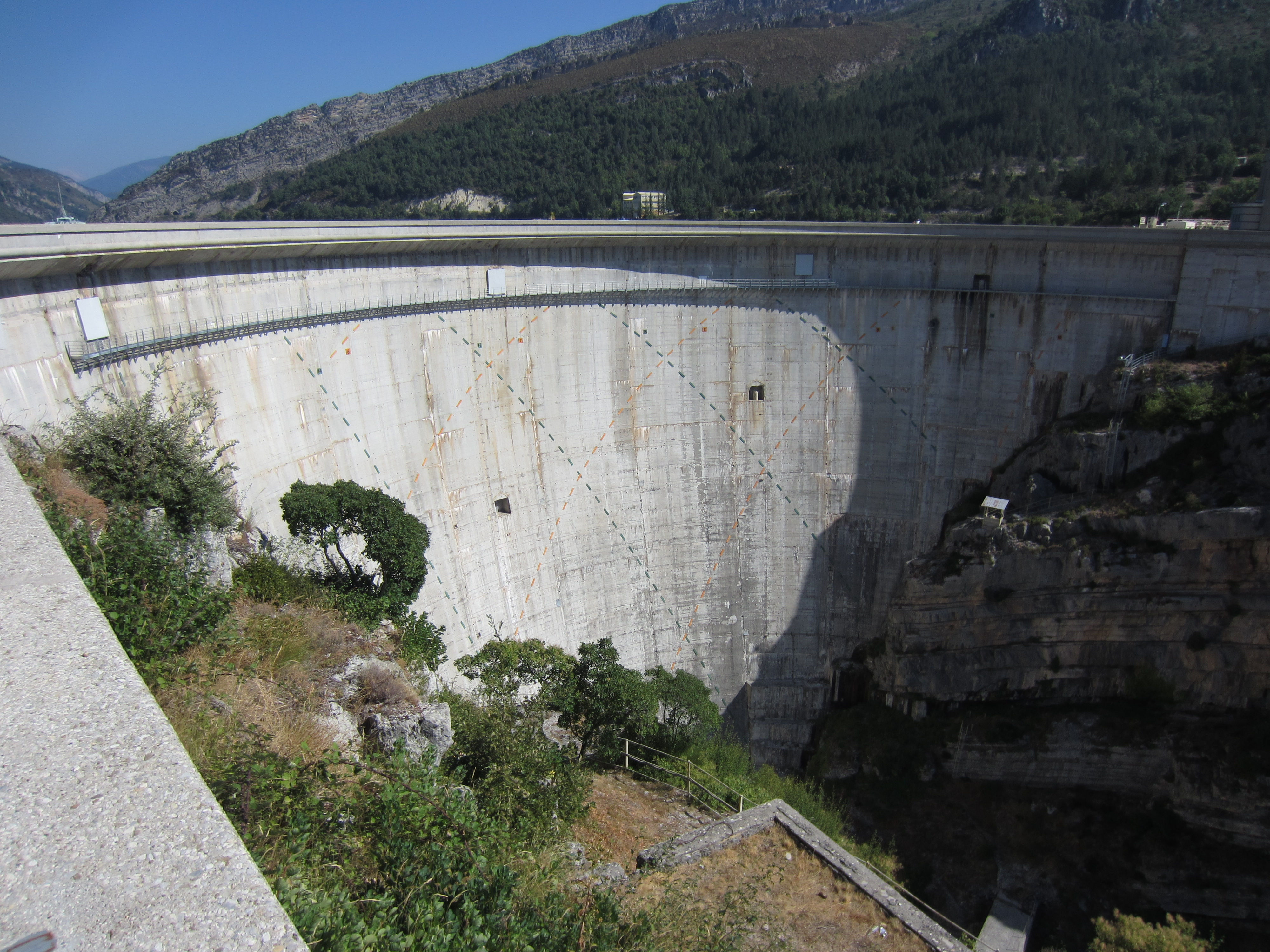
Le barrage de Castillon et son cadran solaire.

Le plus grand cadran solaire au monde se trouve depuis le 20 juin 2009 en France, sur le barrage de Castillon (Alpes-de-Haute-Provence). Il couvre environ une surface de 13 000 mètres carrés et indique l'heure solaire en été de 6 h à 18 h grâce à l'ombre projetée de la corniche en surplomb qui couronne le barrage.

## Le plus petit cadran solaire du monde?

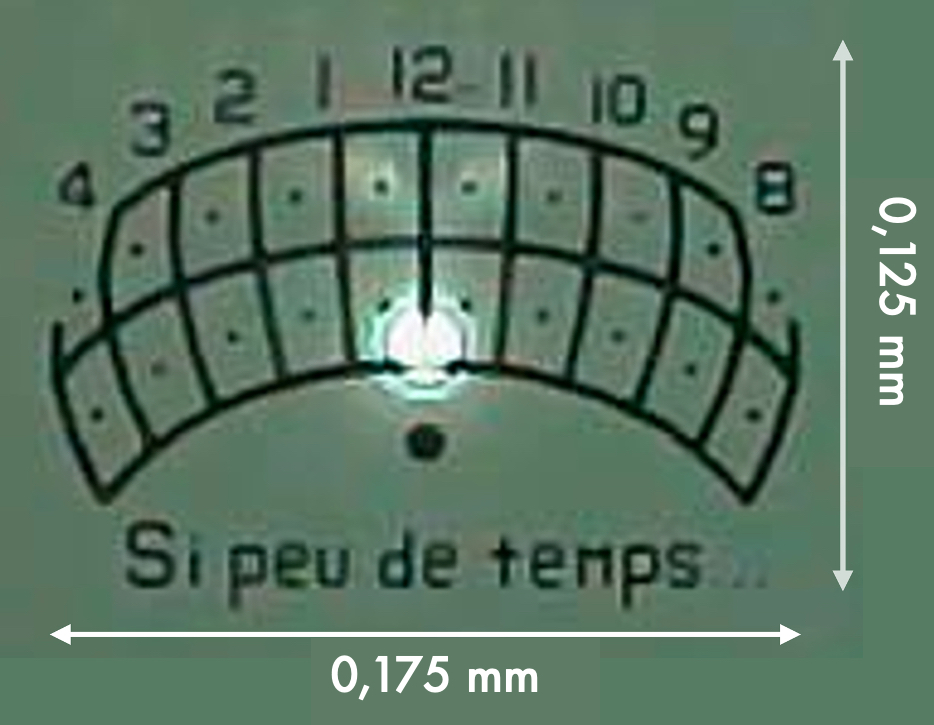
Le « Micro-dial » conçu par Woodruff T. Sullivan et Jeremy Robinson en 2022.

Le « MicroDial », cadran solaire conçu par Woodruff T. Sullivan de l’université de Washington à Seattle (États-Unis) et Jeremy Robinson, de l’US Naval Research Laboratory à Washington DC, ont été lauréats du « Concours cadrans solaires pour tous 2022» dans la catégorie « Cadran le plus petit ». Le cadran est réalisé à partir d’une lamelle porte-objet de laboratoire de 100 μm (0,1 mm) d’épaisseur. La face supérieure de la lamelle est équipée d’un masque opaque dans lequel un orifice de 10 μm (0,01 mm) a été aménagé. Celui-ci permet aux rayons solaires de pénétrer jusqu’à la lame inférieure et d’y indiquer l’heure solaire (le tracé – précis - du cadran tient compte de la réfraction de la lumière dans la lamelle). Le capteur d’un appareil photo numérique est placé directement sous la lamelle, l’image du tracé du cadran peut alors être plus facilement observée (et l’heure lue) sur un écran ou un ordinateur (liaison USB avec le capteur). 

## Devises

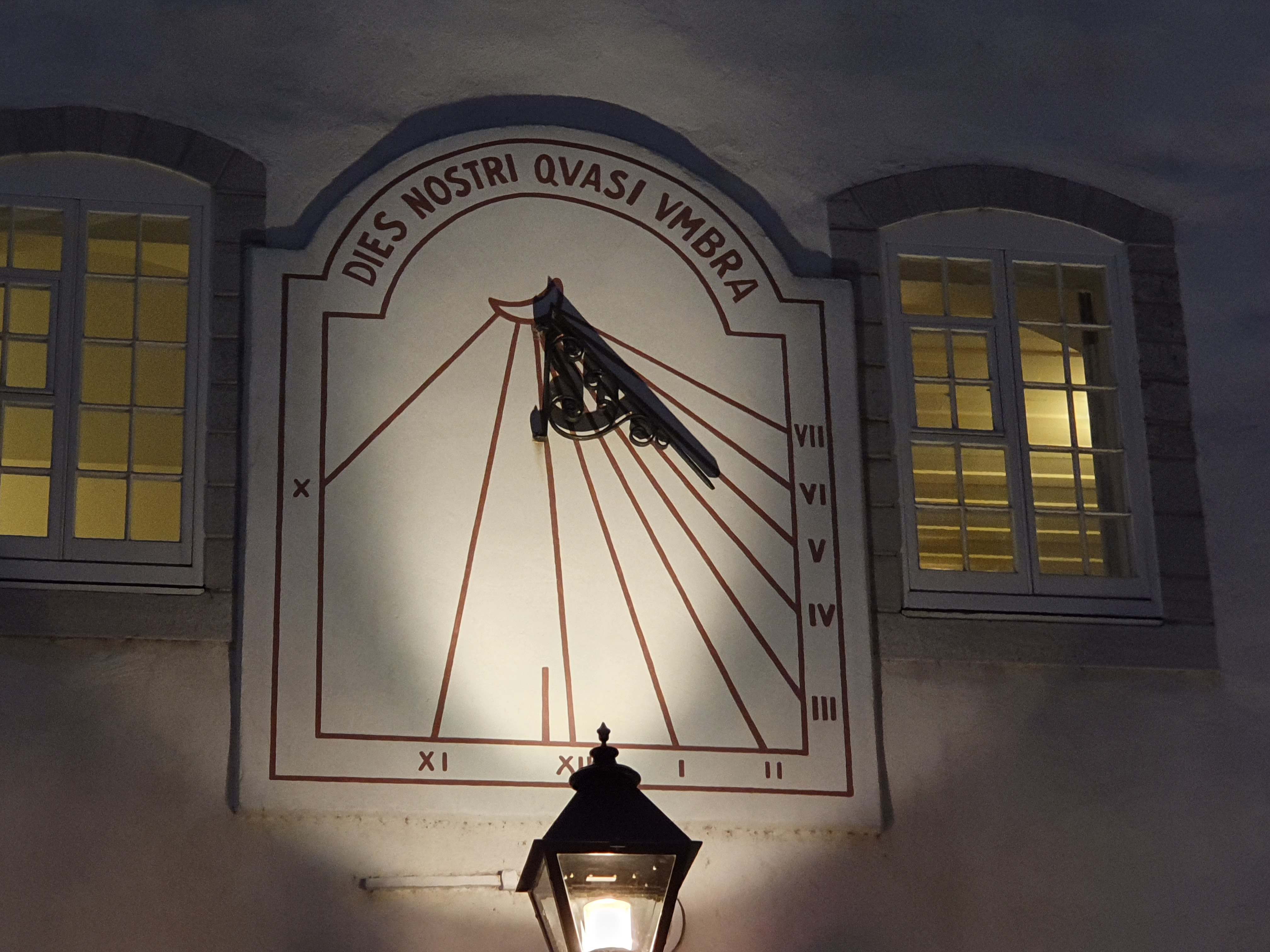
Cadran solaire dans la cour intérieure du Séminaire de Québec (actuelle École d'architecture de l'Université Laval) surmonté de la devise Dies nostri quasi umbra.

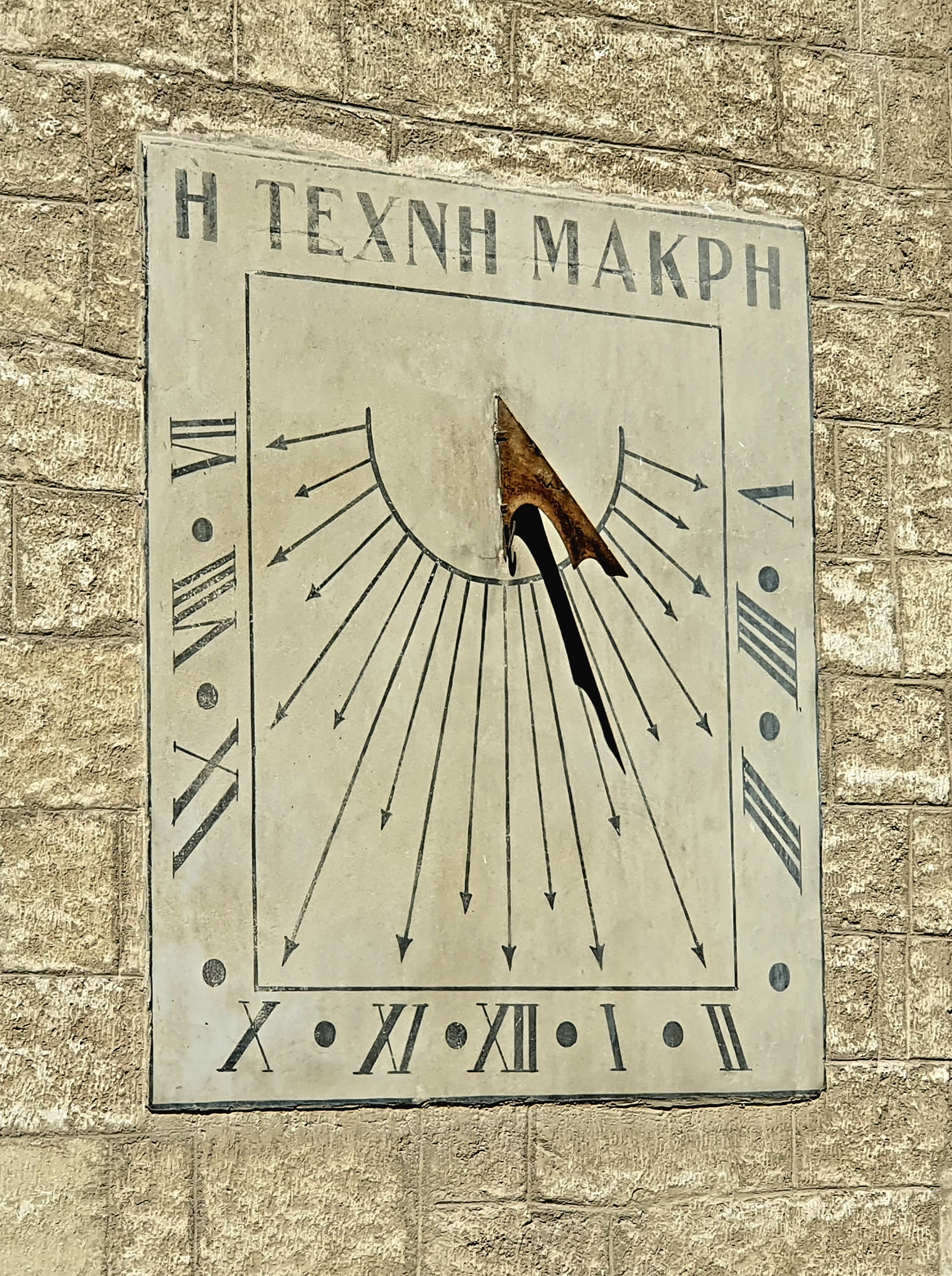
Cadran solaire sur la façade de la Faculté de médecine de Montpellier, portant l'inscription « H TEXNH MAKPH» (« L'art est long »), extraite des aphorismes d'Hippocrate.

Une devise ou un proverbe orne souvent le cadran :
- « Carpe diem » (« Cueille le jour présent ») ;
- Vulnerant omnes, ultima necat (« Toutes [les heures] blessent, la dernière [heure] tue ») ;
- Horas non numero, nisi serenas (« Je ne compte que les heures sereines ») ;
- Dies nostri quasi umbra super terram et nulla est mora (« Nos jours sur la terre sont comme l'ombre, et il n'y a point d'espérance », Bible : 1 Chroniques 29:15 (Louis Segond)[8] ;
- Sol momenta, Nicolaus mores (« Le soleil règle nos heures, Saint-Nicolas, nos mœurs ») sur le cadran solaire, conçu en 1666 par la future Académie des sciences, à l'église Saint-Nicolas-des-Champs de Paris ;
- Lex est quodcumque notamus (« Quoi que nous écrivions, c'est la loi » : le cadran est choisi comme emblème des notaires[9] ;
- « À qui sait aimer les heures sont lumineuses », « Souviens-toi de vivre », « Crains la dernière » ;
- « Je n'indique l'heure que des beaux jours », « Je sonnerai quand tu chanteras » (sur un cadran orné d'un coq) ;
- « Sevel a ra an heol ewid an oll » (breton : « Le soleil se lève pour tout le monde ») ;
- « Lou tems passo passo lou ben » (provençal : « Le temps passe, passe le bien ») ;
- « Καλη η ωρα » (grec : « L'heure est belle. ») ;
- « Nec ultima si prior » (« Elle n'est pas la dernière tant qu'elle en précède une autre ») sur le cadran solaire, conçu vers 1660 par Sébastien Truchet, ornant la façade de l'Hôtel Amelot de Bisseuil, dans le 4e arrondissement de Paris.

## Galerie

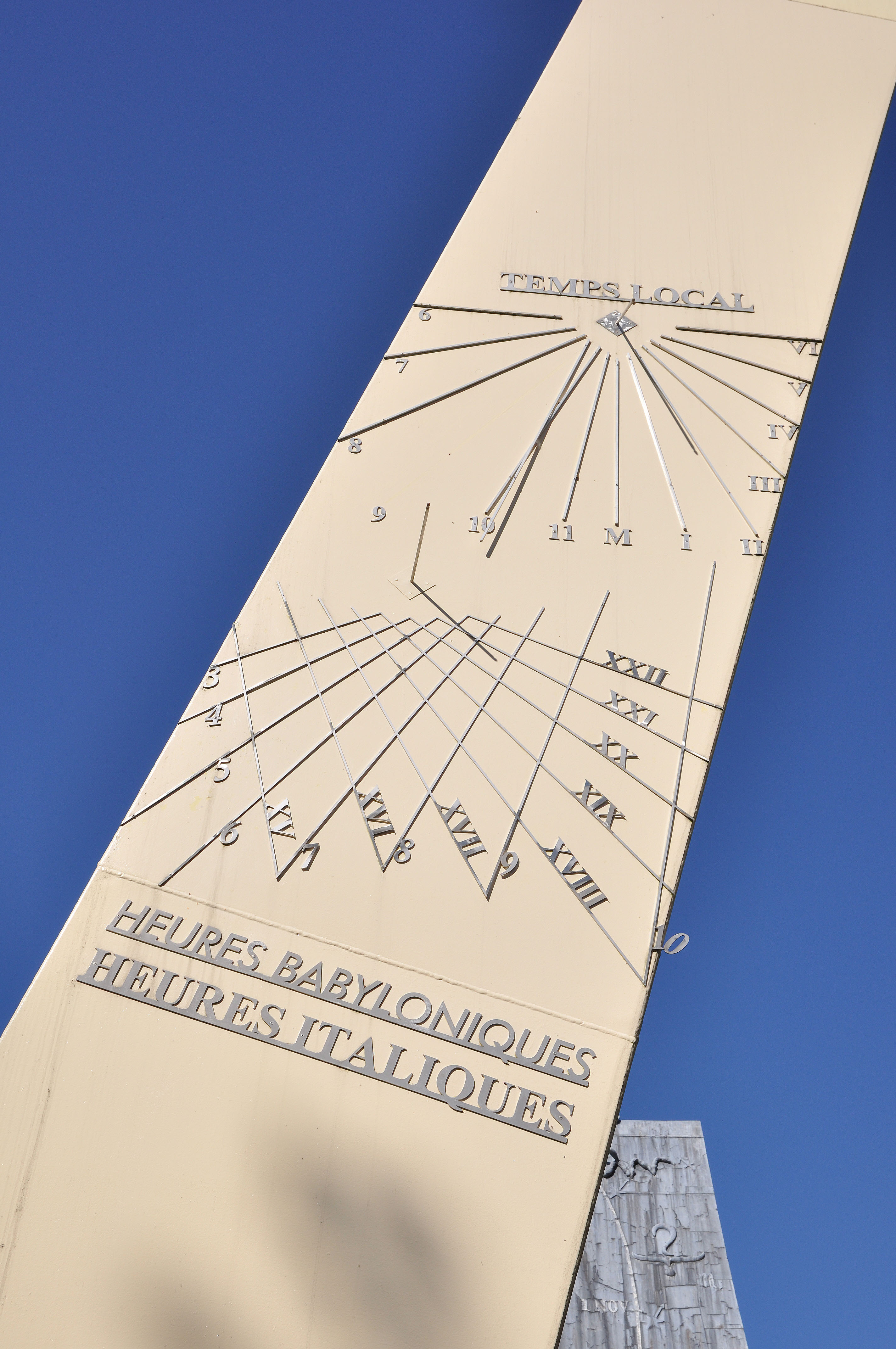
Cadran solaire du Vaisseau archipel de Montbéliard.
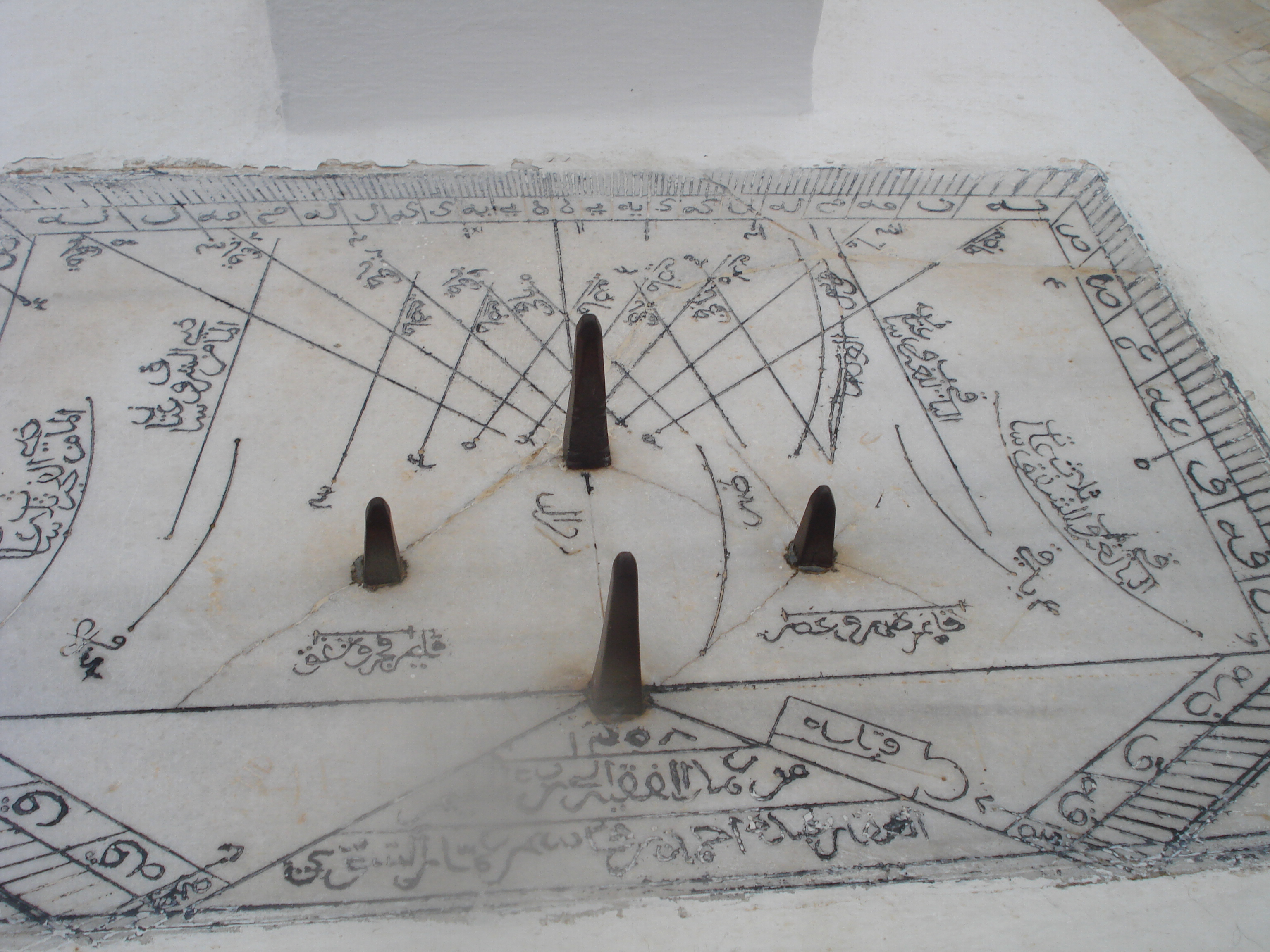
Cadran solaire dans la cour de la grande mosquée de Kairouan.
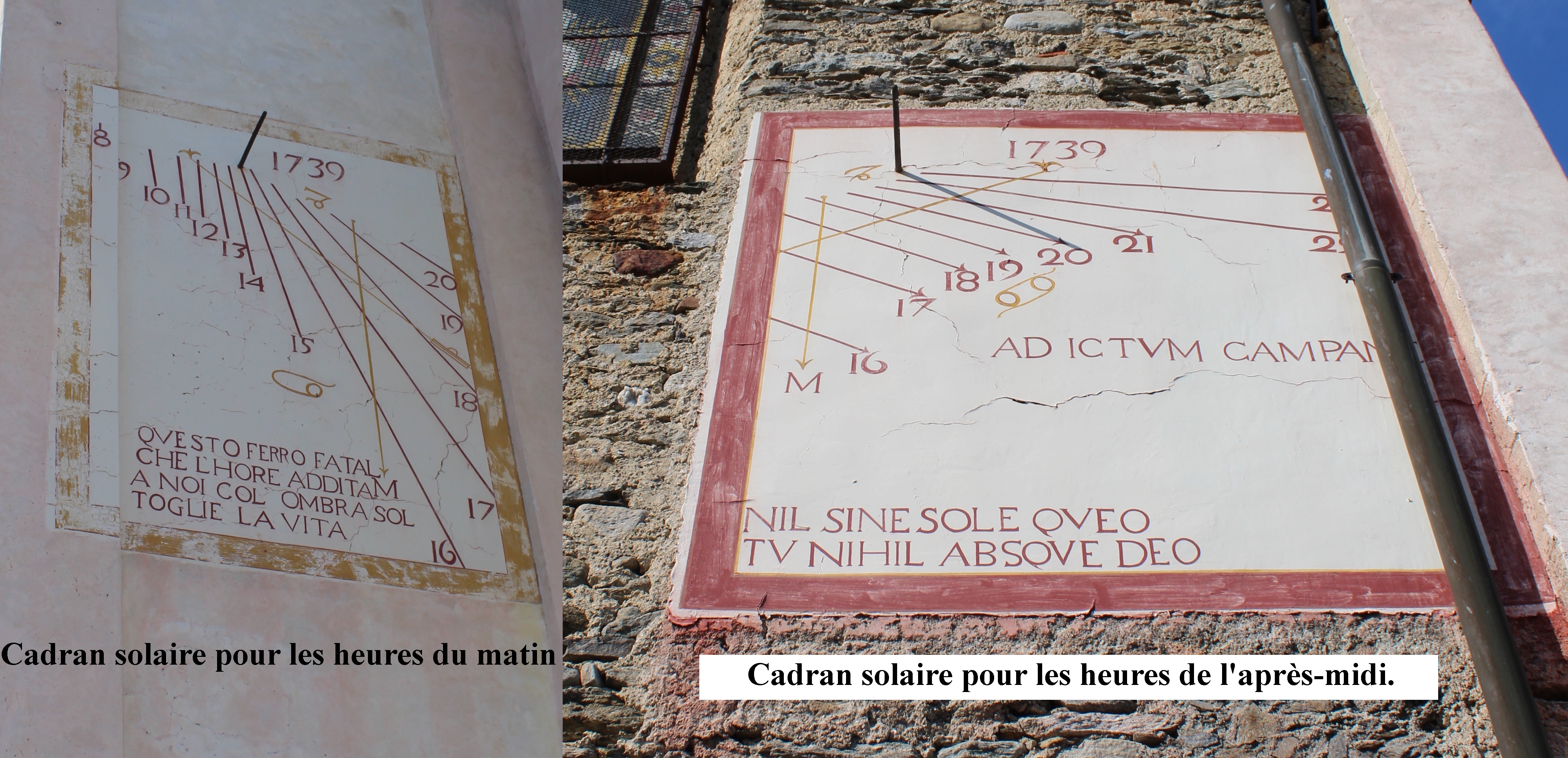
Les deux cadrans solaires de l'église de Gignese (Italie) : l'un, orienté sud-sud-est,  indique les heures du matin, le second situé sur le mur perpendiculaire, orienté sud-est-est, indique les heures de l'après-midi.
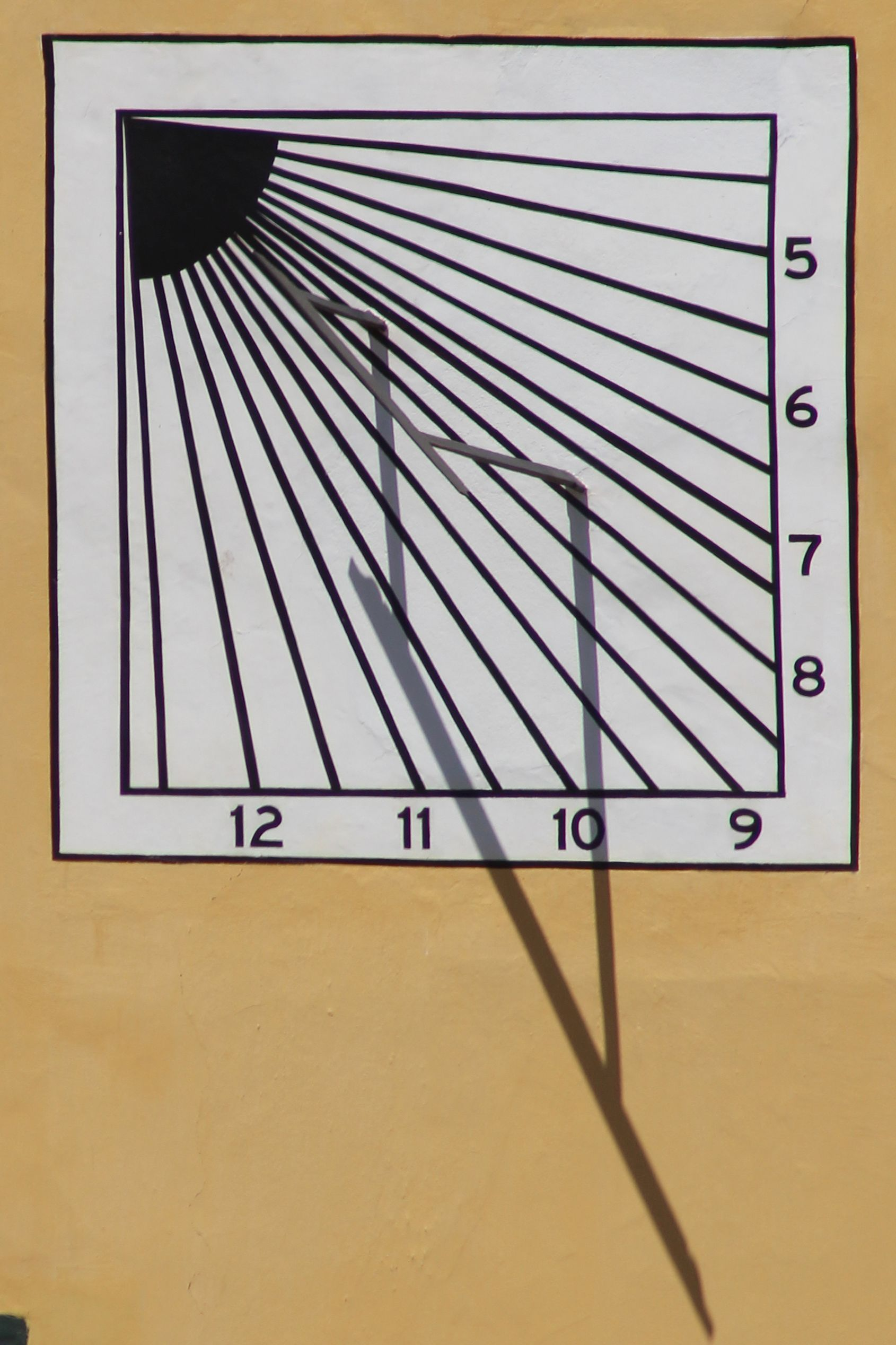
Cadran solaire vertical au fort de Bonne-Espérance, au Cap. Ce cadran est dans l'hémisphère sud.
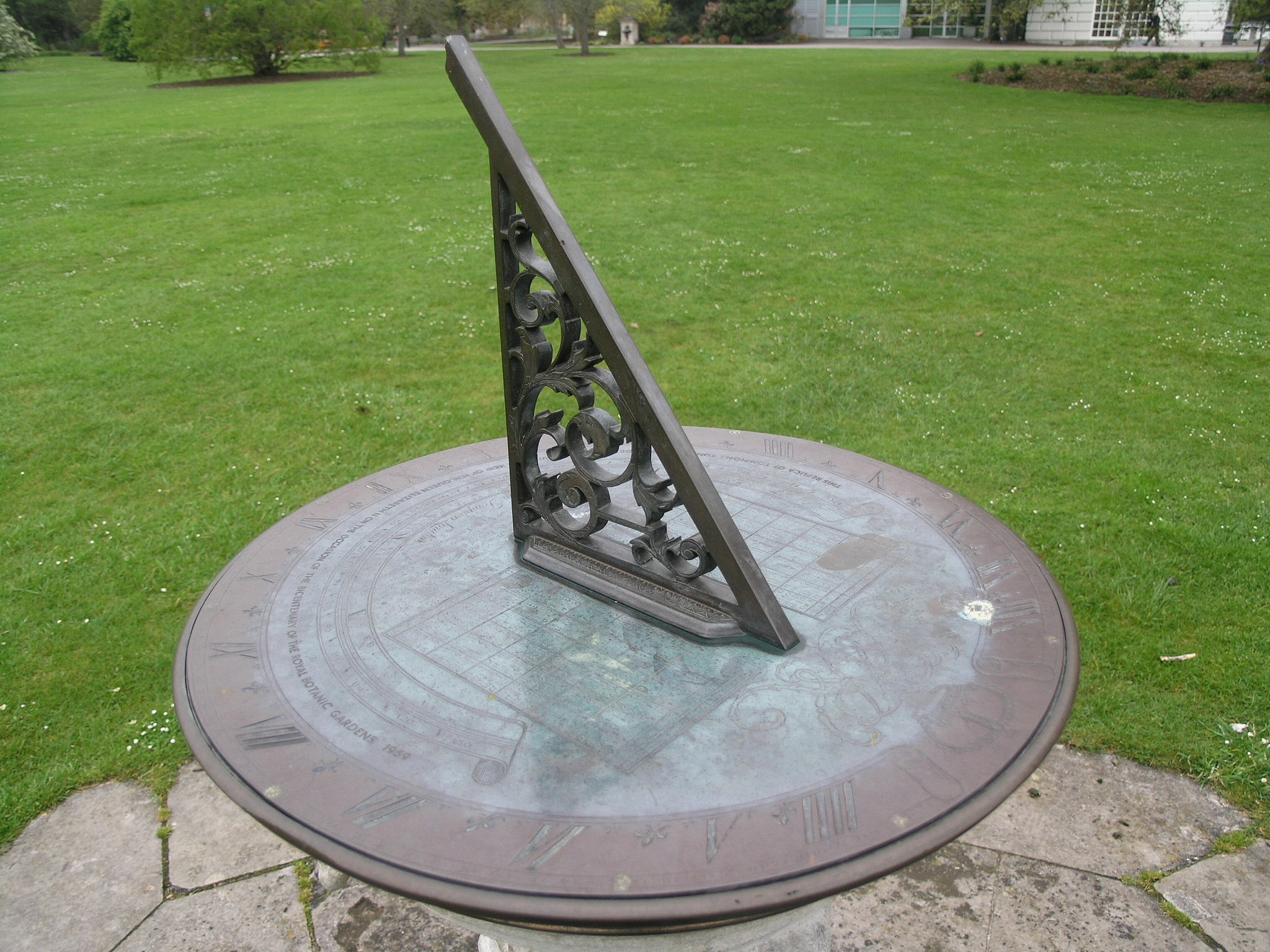
Cadran solaire dans les jardins botaniques royaux de Kew.
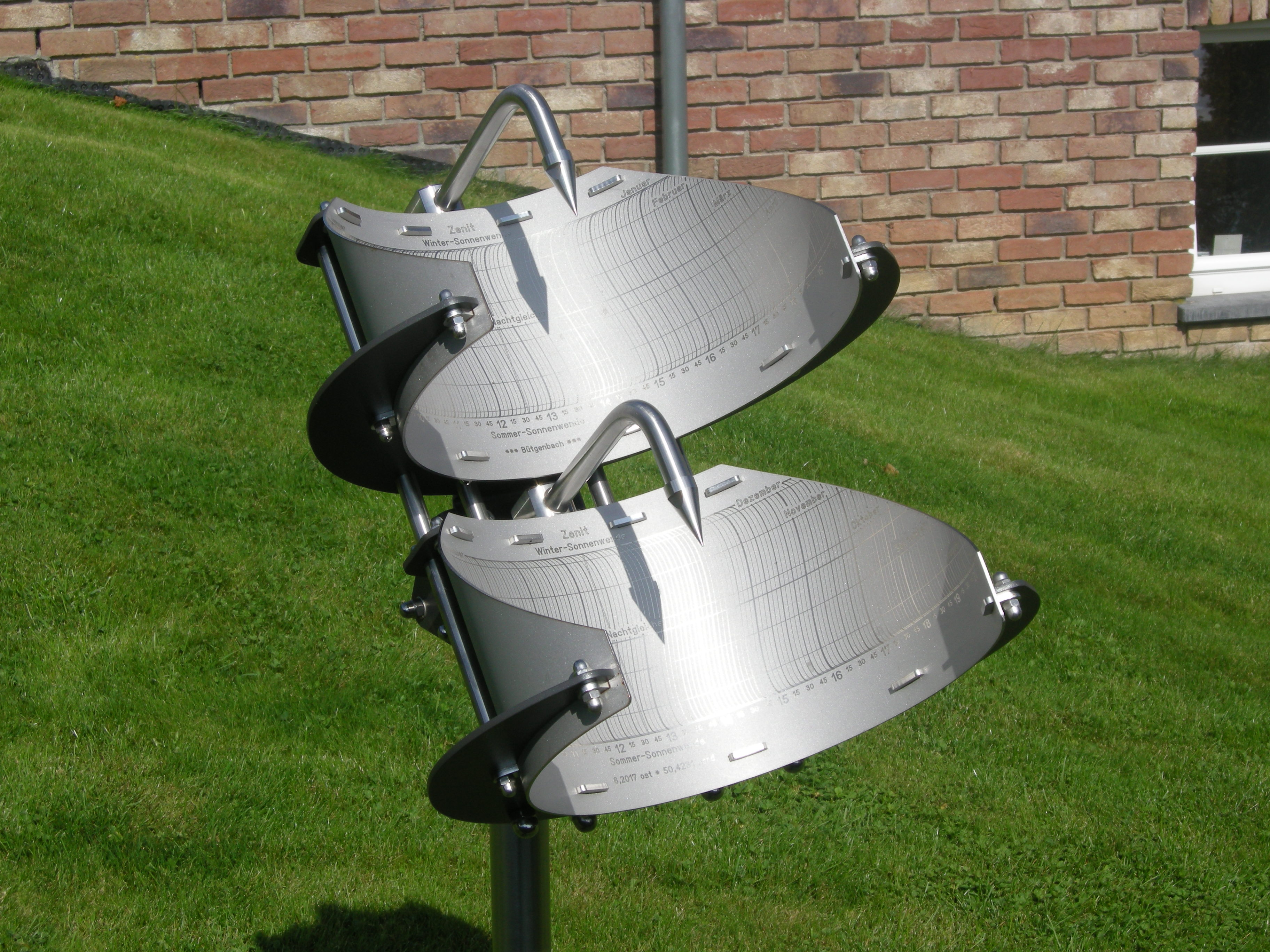
Cadran solaire de précision à Butgenbach (précision = ± 30 secondes) Coordonnées : 50° 25′ 23″ N, 6° 12′ 06″ E.
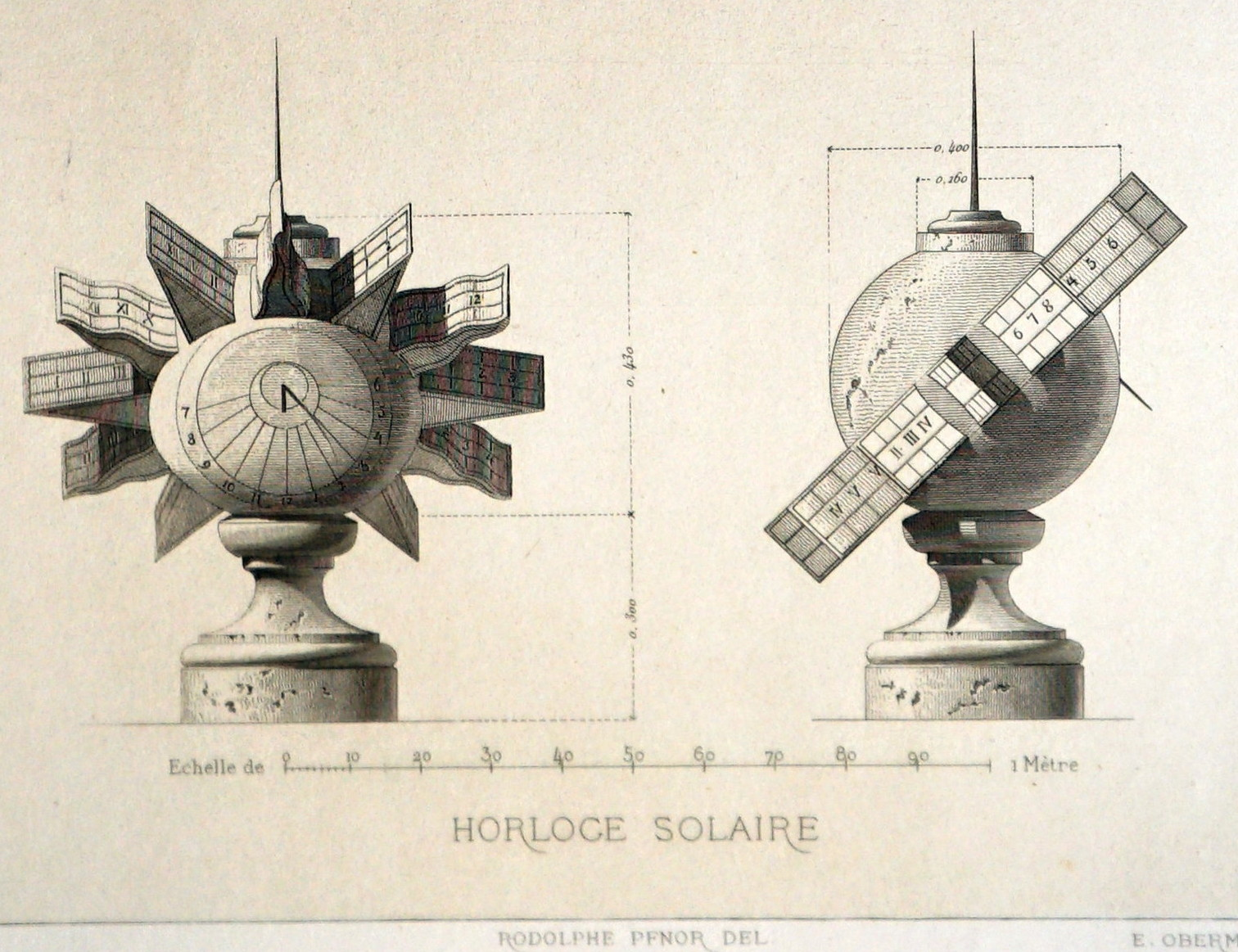
Cadran solaire au château d'Anet, dessin de Rudolf Pfnor.
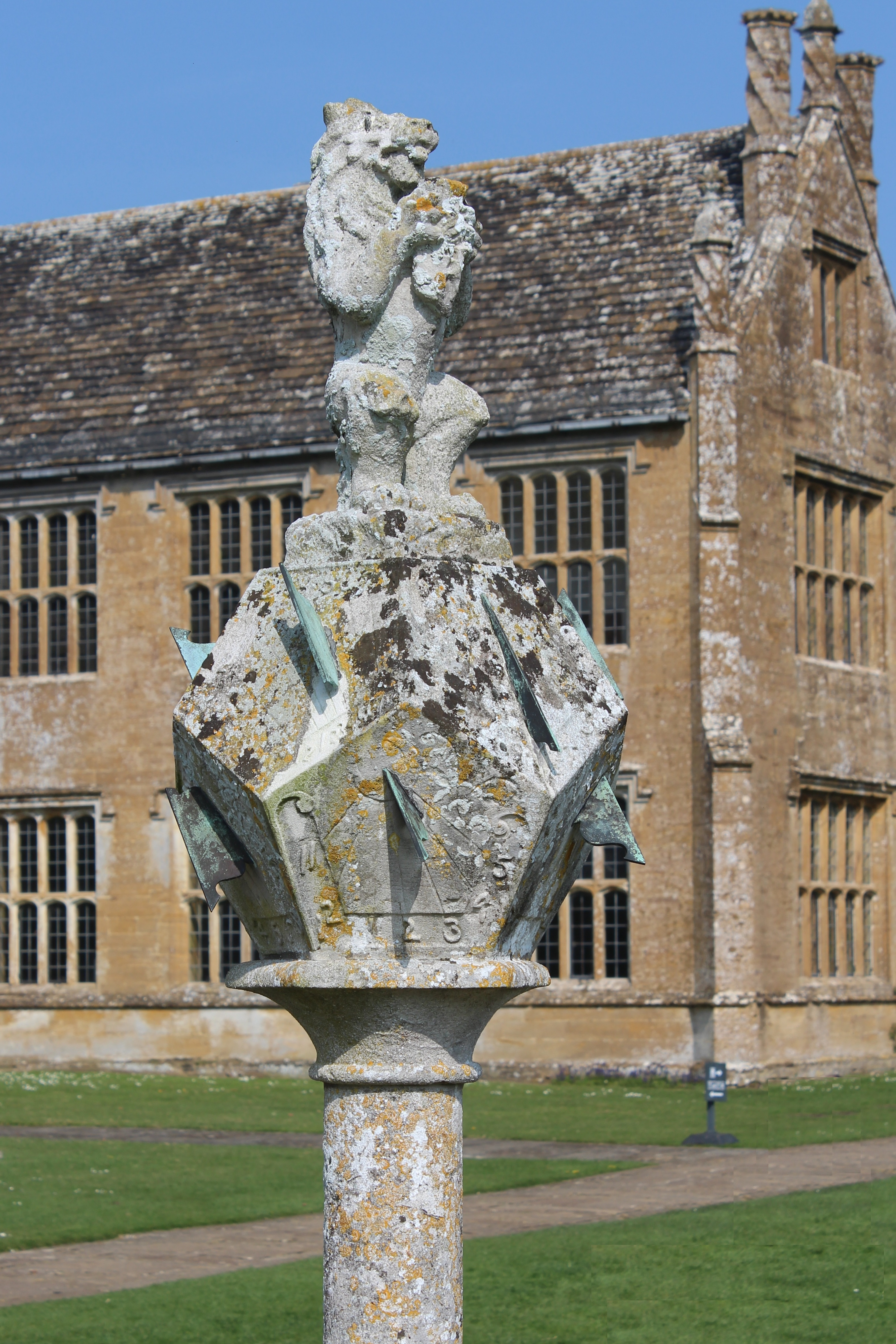
Cadran solaire à multiples facettes, Somerset, Barrington Court (Angleterre).
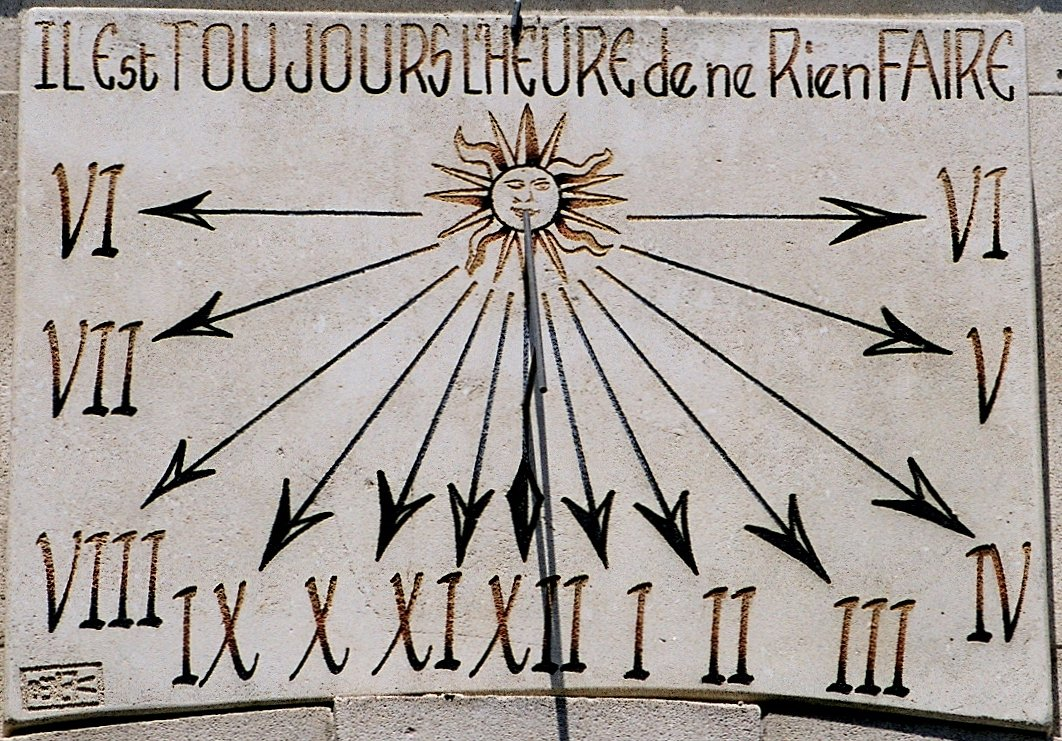
Cadran solaire à Saint-Rémy-de-Provence.
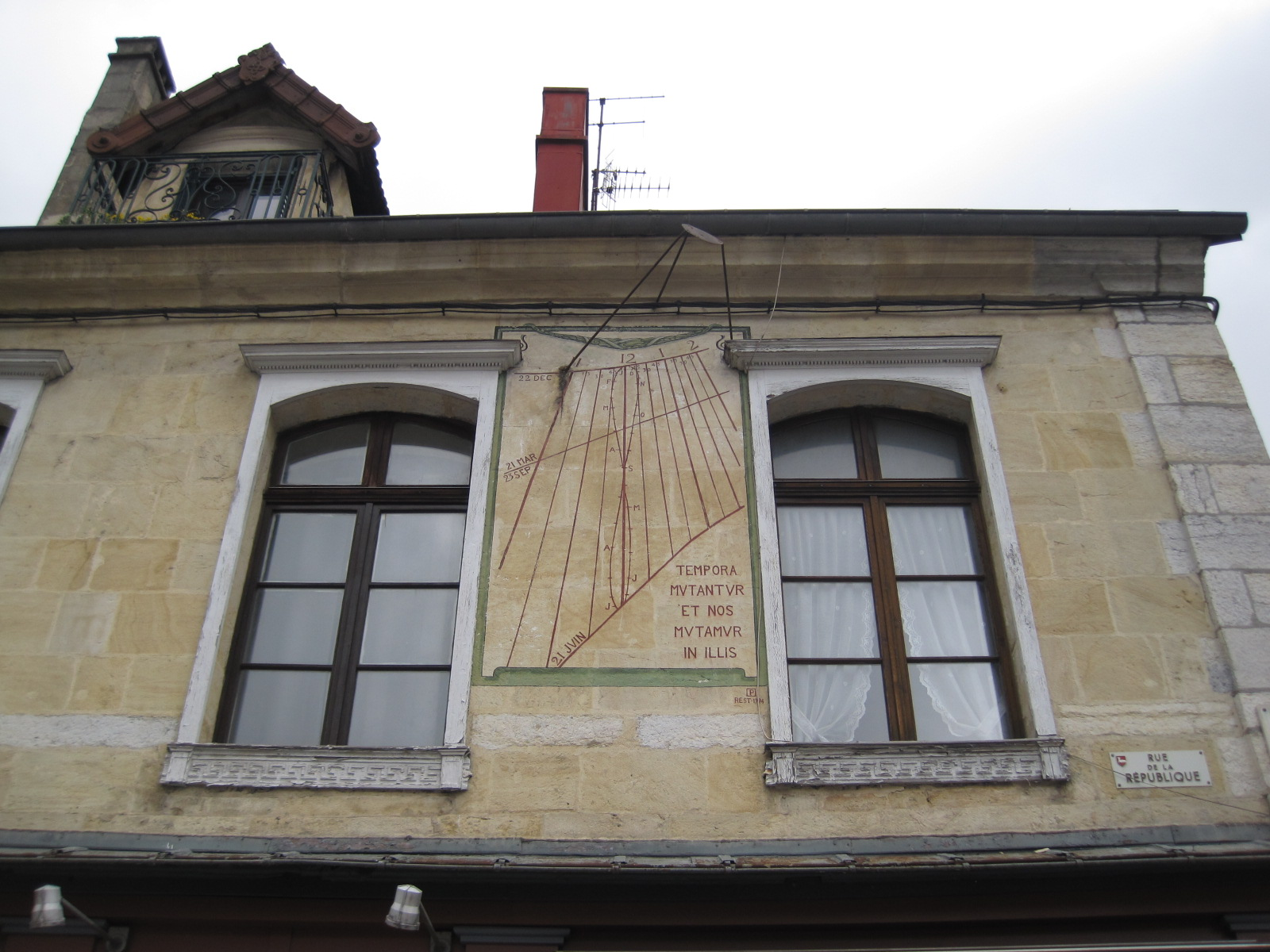
Cadran solaire de Pontarlier avec analemme de correction du temps.
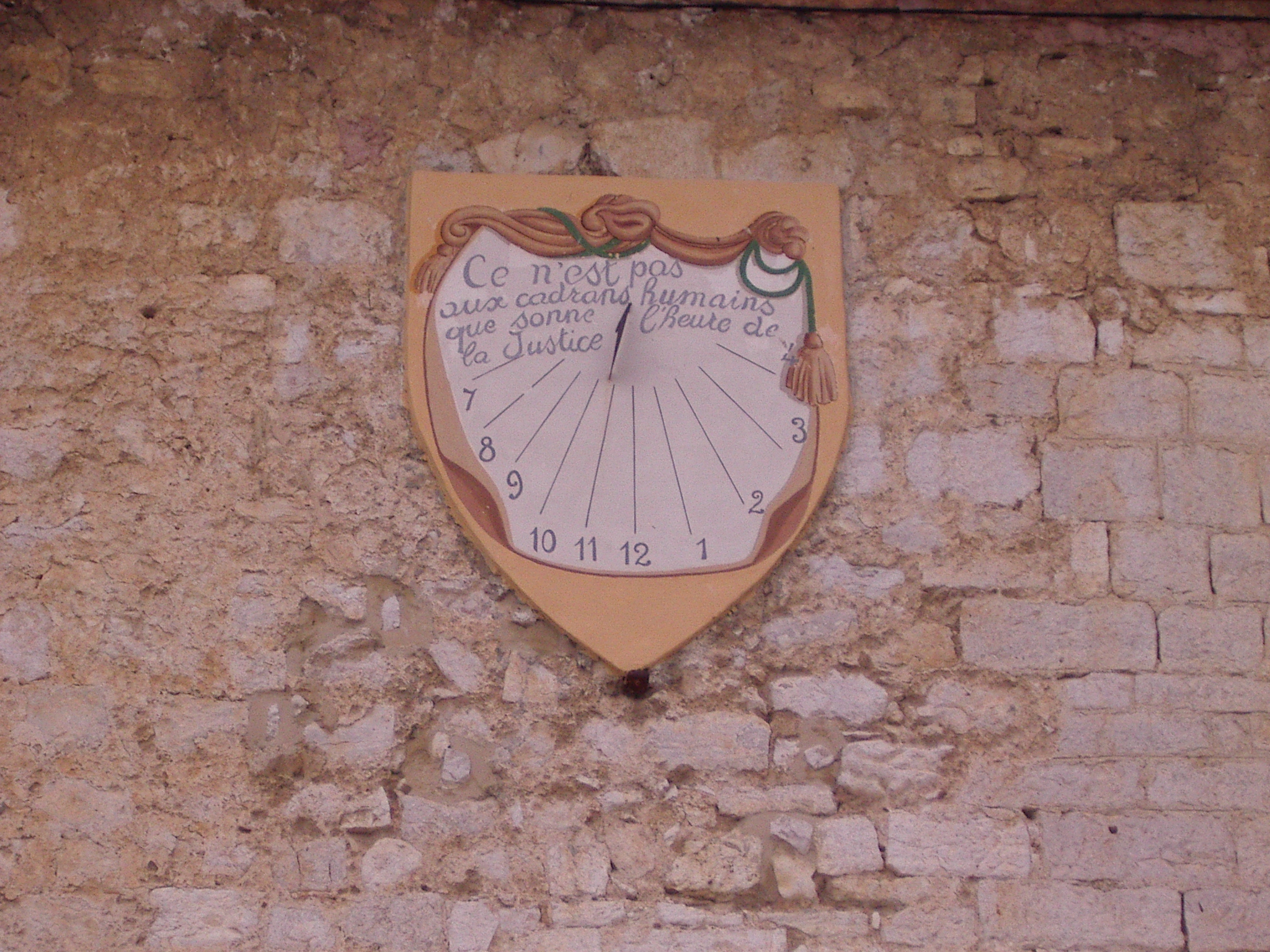
Cadran solaire de Tourrettes-sur-Loup.
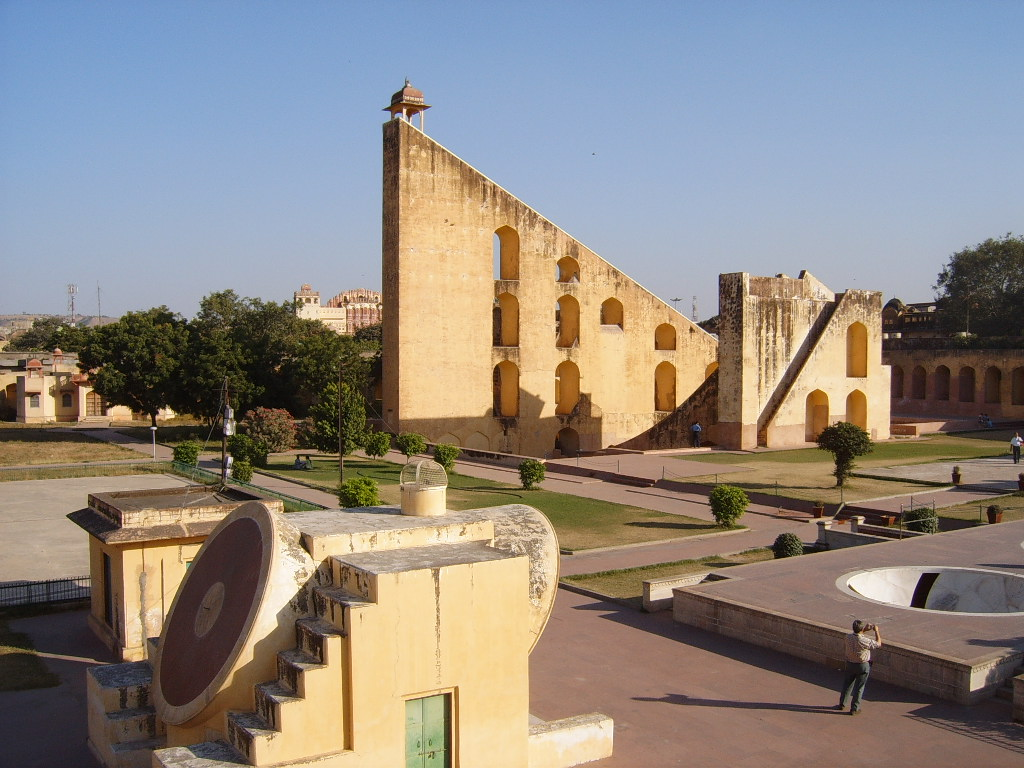
Cadrans solaires à l'observatoire de Jaipur.
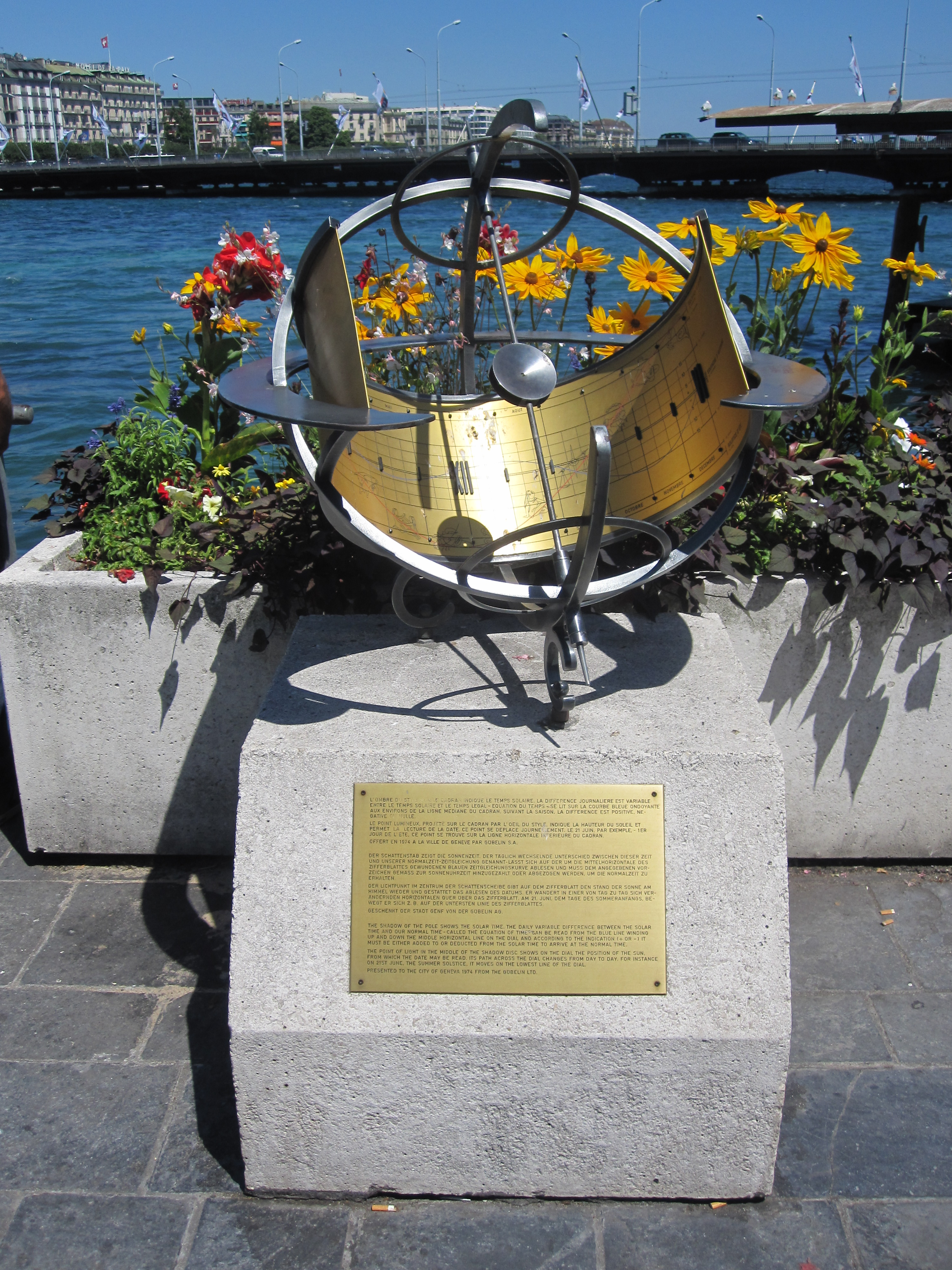
Cadran solaire à Genève (Suisse).
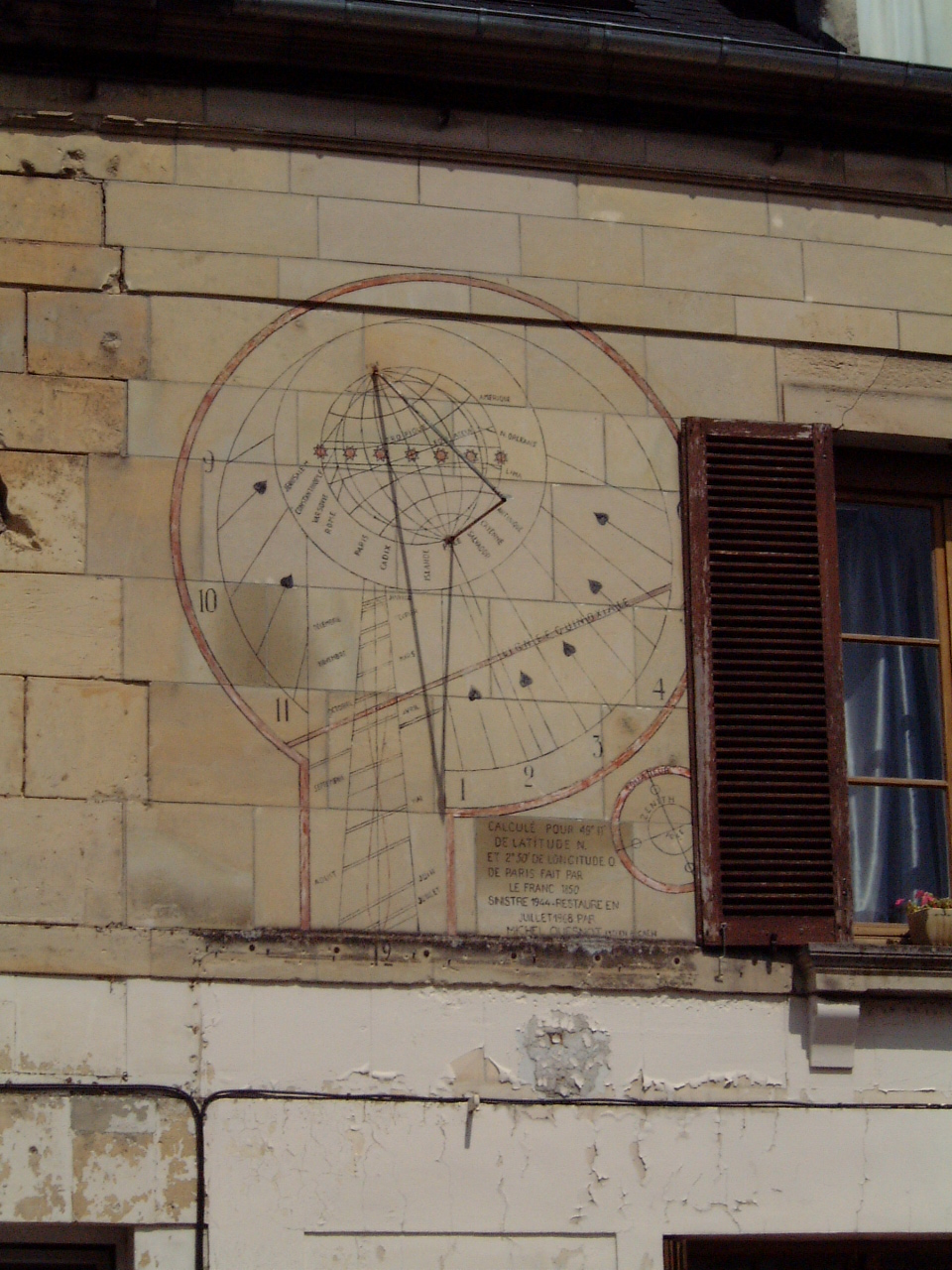
Cadran solaire à Bretteville-l'Orgueilleuse.

## Typologie

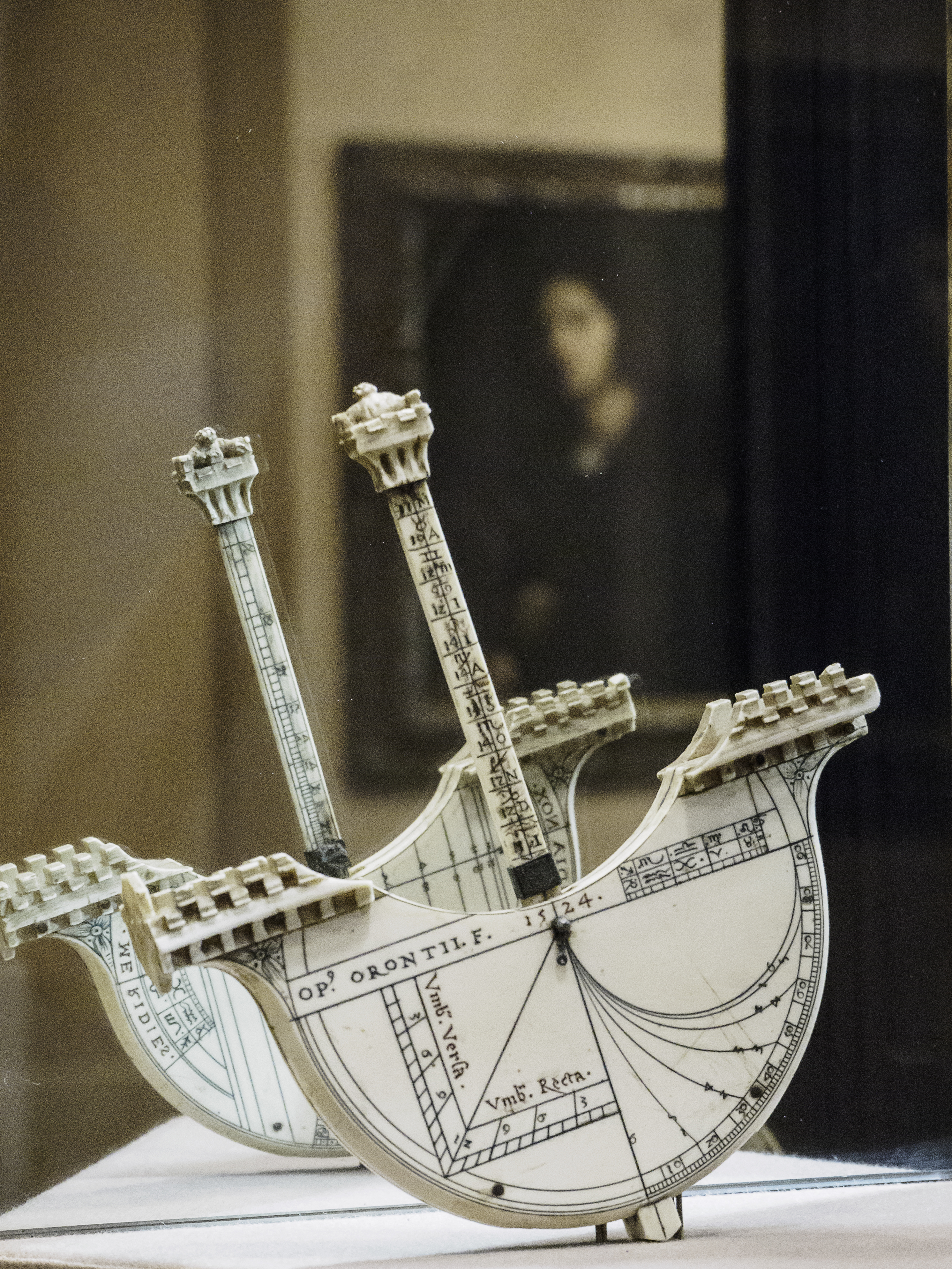
Navicula de Venetiis, cadran solaire portatif de 1524, Milan, musée Poldi Pezzoli.

Les cadrans les plus fréquents sont des cadrans d'angles horaires.
- Cadrans à style polaire, c'est-à-dire orienté selon l'axe du monde ou à style ponctuel (style droit ou œilleton)
  - Cadran équatorial
  - Cadran horizontal
  - Cadran vertical
    - Cadran déclinant
      - Cadran oriental
      - Cadran occidental

    - Cadran non déclinant (méridional)

  - Cadran polaire
  - Cadran incliné-déclinant

Mais il existe de nombreux autres types de cadrans beaucoup plus originaux.
- Cadran bifilaire
- Cadran analemmatiqueCadran analemmatique.
- Cadrans d'azimut
  - L'araignée d'azimut
- Cadrans de hauteur
  - Le cadran de berger
  - Les quadrants horaires
  - Les anneaux astronomiques

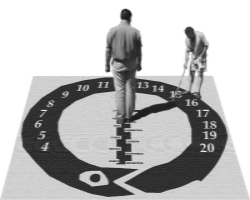
Cadran analemmatique.

  - Navicula, qui est la version généralisée du cadran du capucin
- Cadrans d'azimut et de hauteur
  - Le chapeau filtrant
  - Le cadran de Freeman
- Cadrans à plusieurs styles qui sont des parties de plans horaires
  - Le cadran de Pingré
- Les cadrans à chapeau
  - Cadran à tronc cylindrique
  - Cadran à tronc conique

- Cadran solaire négatif[10].

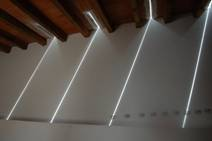
Cadran solaire négatif, Corregidora, Querétaro (Mexique).

- Bloc gnomonique, comportant plusieurs cadrans simultanés.
- Cadran lunaire, où l'ombre projetée par le Soleil est remplacée par celle de la Lune.
- Cadran canonial, indiquant les heures canoniales.
- Cadran commémoratif.

Cadran équatorial.
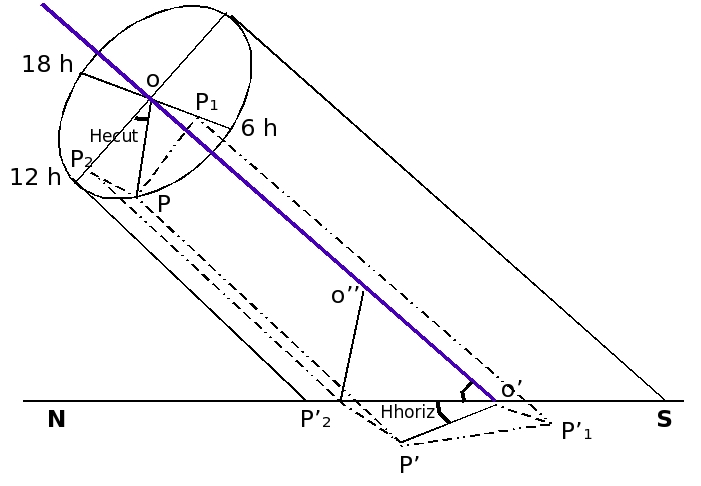
Cadran horizontal.
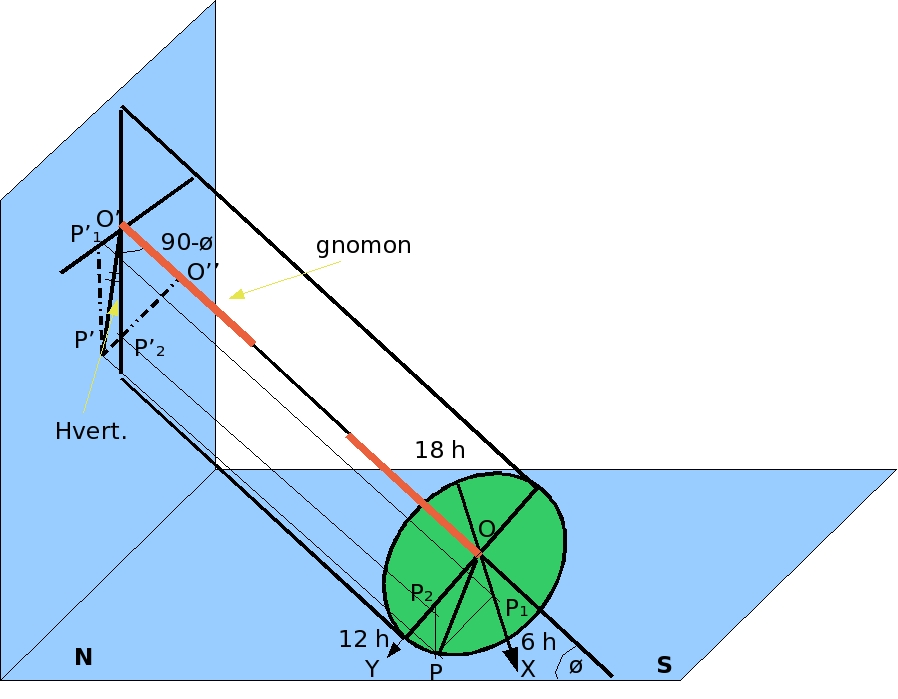
Cadran vertical.

### Glossaire
Un glossaire "Gnomonique et cadrans solaires" a été développé sous licence Creative Commons par le comité éditorial du magazine Cadrans solaires pour tous fin 2023 et a été mis en ligne sur divers sites dont celui du MOOC cadrans solaires.